# Wilhelm Sattler

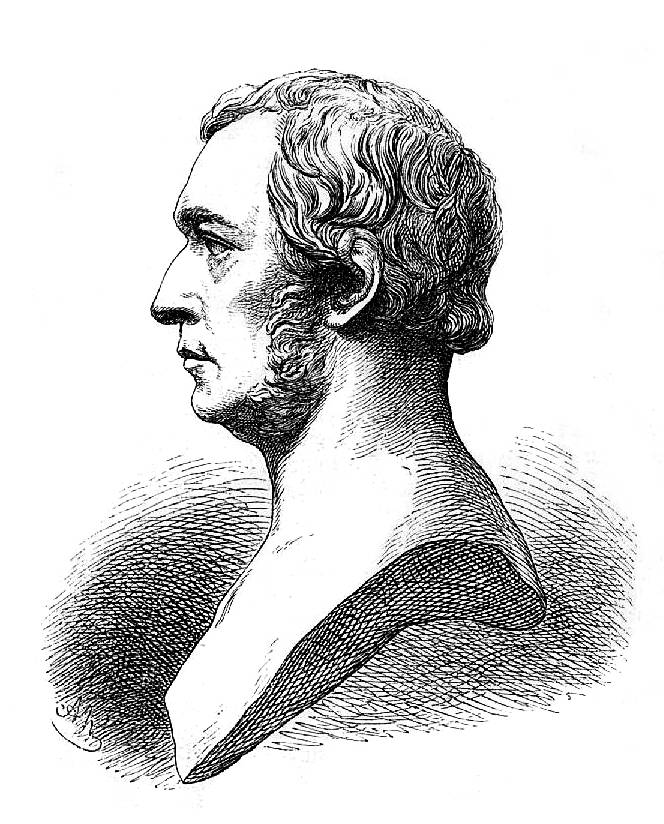
Wilhelm Sattler, zeitgenössisches Porträt in der Zeitschrift Die Gartenlaube, 1859

Johann Christian Wilhelm Sattler (* 13. Mai 1784 in Kassel; † 15. Juni 1859 in Mainberg bei Schonungen) war ein deutscher Fabrikant. Sattler gilt heute als einer der herausragenden Exponenten des frühindustriellen Unternehmertums in Bayern, der es verstand, Unternehmenserfolg mit staatsbürgerlichem und sozialem Engagement zu verbinden.
Wilhelm Sattler bekleidete eine Vielzahl öffentlicher Ämter, 1842 wurde er Landrat, von 1845 bis 1848 war er Mitglied des Landtags.

## Leben
Wilhelm Sattler wurde 1784 geboren. Nach einer Schulausbildung in Kassel und bei einem Landpfarrer absolvierte er ab 1799 eine kaufmännische Lehre im Kolonial- und Drogenhandel in Münden und trat 1805 als Geschäftsführer in die Bleiweiß-Fabrik von Johann Georg Gademann in Niederwerrn ein. Zwei Jahre später machte er sich im benachbarten Schweinfurt mit einem Geschäft in der Kirchgasse selbständig und widmete sich unter anderem der Farbenherstellung. 1809 heiratete Sattler Catharina Geiger (1789–1871), mit der er 6 Söhne und 7 Töchter zeugte, darunter:
- Johann Jens Caspar Sattler (* 27. August 1810; † 19. Januar 1880) ⚭ 1836 Susanne Henriette Amalie  Stolle (1816–1900)
- Wilhelm (* 27. Juli 1813; † 23. Juli 1892)

⚭ 1826 Charlotte Krieghoff (1813–1887)
⚭ 1853 Bertha Scholl (1824–1888)
- Johanna Carolina Antoinette (* 4. Juli 1815; † 9. März 1821)
- Sophia Louise (* 3. November 1816; † 23. Juli 1893) ⚭ Alexander Eck
- Georg Carl Gottlieb Sattler (* 17. Mai 1818; † 9. September 1885) ⚭ Franziska Adolphine Wilhelmine Friederike Schwarzenberg (* 1824; † 14. September 1895)
- Auguste Carolina (* 3. März 1820; † 21. August 1899) ⚭ Dr. med. Georg Ehrenburg
- Jacobine Amalie Friederike (* 14. Dezember 1822; † 14. September 1880)  ⚭ Philipp Schwarzenberg (* 10. Mai 1817; † 26. Juni 1885)
- Therese Rosalie (* 21. August 1824; † 20. März 1898)

Im Jahr 1859 starb er in Mainberg in der Nähe von Schweinfurt.

## Unternehmertätigkeit
Sattler forschte und entwickelte zusammen mit dem Apotheker Friedrich Wilhelm Ruß industrielle Herstellungsmethoden für Mineralfarben und Lebensmittel. Nennenswert ist die Entwicklung eines Sago-Ersatzes 1810, der in der Zeit der Kontinentalsperre nach Frankreich exportiert wurde, und der Herstellungsprozess für die giftige Malerfarbe Schweinfurter Grün, den Sattler 1814 perfektionierte und somit erstmals einen künstlichen grünen Farbstoff im großen Stil produzieren konnte. Schon 1813 verlagerte er einen Teil seiner Farbenproduktion nach Schonungen.
1822 baute Sattler Fabriken zur Produktion von Tapeten auf Schloss Mainberg, später folgte eine Zuckerfabrik, 1829 wurde eine Steingutfabrikation auf Schloss Aschach eingerichtet.
Ende der 1820er Jahre beschäftigte Sattler in seinen fränkischen Fabriken rund 450 Arbeiter, damals mehr als ein Sechstel aller industriellen Arbeiter in Unterfranken. Um Steuern und Zölle zu umgehen, eröffnete Sattler weitere Produktionsstätten im preußischen Langensalza und in Prag-Schmichow.

## Trivia
Der 2002 aufgefundene „Sattlerbrief“ aus dem Jahr 1850 erregte philatelistisches Aufsehen.